# Козловская, Инеса Бенедиктовна
Ине́са Бенеди́ктовна Козло́вская (2 июня 1927, Харбин — 19 февраля 2020, Москва, Россия) — советский и российский физиолог, специалист в области сенсомоторной физиологии, создатель школы гравитационной физиологии движений. Доктор медицинских наук (1976), профессор, завотделом Института медико-биологических проблем РАН; член-корреспондент РАН (2000) и член Международной академии астронавтики.
Заслуженный деятель науки Российской Федерации (1996). Лауреат Государственной премии Российской Федерации (2001), премии Правительства РФ и Премии им. Л. А. Орбели РАН за цикл работ «Гравитационная физиология» (2013, совместно с А. И. Григорьевым).

## Биография
Родилась в Харбине, где её отец Бенцион Израилевич (Бенедикт Игнатьевич) Козловский (1899—1975) в 1924—1927 годах был вице-консулом и управляющим генконсульством СССР в Харбине, затем генконсулом СССР в Шанхае (1927—1928), заведующим Дальневосточным отделом и Вторым восточным отделом. В 1938 году семья вернулась в Москву, где отец заведовал отделом национальной литературы во Всесоюзной государственной библиотеке имени В. И. Ленина; участник Великой Отечественной войны, кавалер ордена Красной Звезды.
После окончания аспирантуры на кафедре физиологии в 1954 году защитила кандидатскую диссертацию «О влиянии высших отделов центральной нервной системы на морфологический состав крови у животных» в 1-м Московском медицинском институте и начала там педагогическую деятельность под руководством профессоров М. А. Усиевича и П. К. Анохина.
В 1966—1971 годах аходилась в зарубежной командировке по академическому обмену — в лаборатории профессора Н. Миллера в Рокфеллеровском университете.
В 1976 году защитила докторскую диссертацию «Афферентный контроль произвольных движений: экспериментальное исследование» в Институте физиологии им. И. П. Павлова. С 1977 года работала в ИМБП, первоначально как заведующая лабораторией, а с 1986 года заведовала отделом сенсомоторной физиологии и профилактики.
Председатель IX Всероссийской с международным участием Конференции с элементами научной школы, посвящённой памяти Е. Е. Никольского, по физиологии мышц и мышечной деятельности «Новые подходы к изучению классических проблем» (2019).
Умерла 19 февраля 2020 года. Похоронена на Троекуровском кладбище рядом с мужем Авдеевым Георгием Ивановичем (участок 26).

## Научная деятельность
Под началом И. Б. Козловской защищены 6 докторских и 12 кандидатских диссертаций.
Член редакционной коллегии журнала «Физиология человека» и редакционного совета журнала «Авиакосмическая и экологическая медицина».
Опубликовала более 300 научных работ, в том числе 4 монографии. Автор монографии «Афферентный контроль произвольных движений» (1976).

## Награды
Награждена орденом Дружбы народов, медалью «За трудовую доблесть», медалью Российского космического агентства.